# St. Cäcilia (Dauchingen)

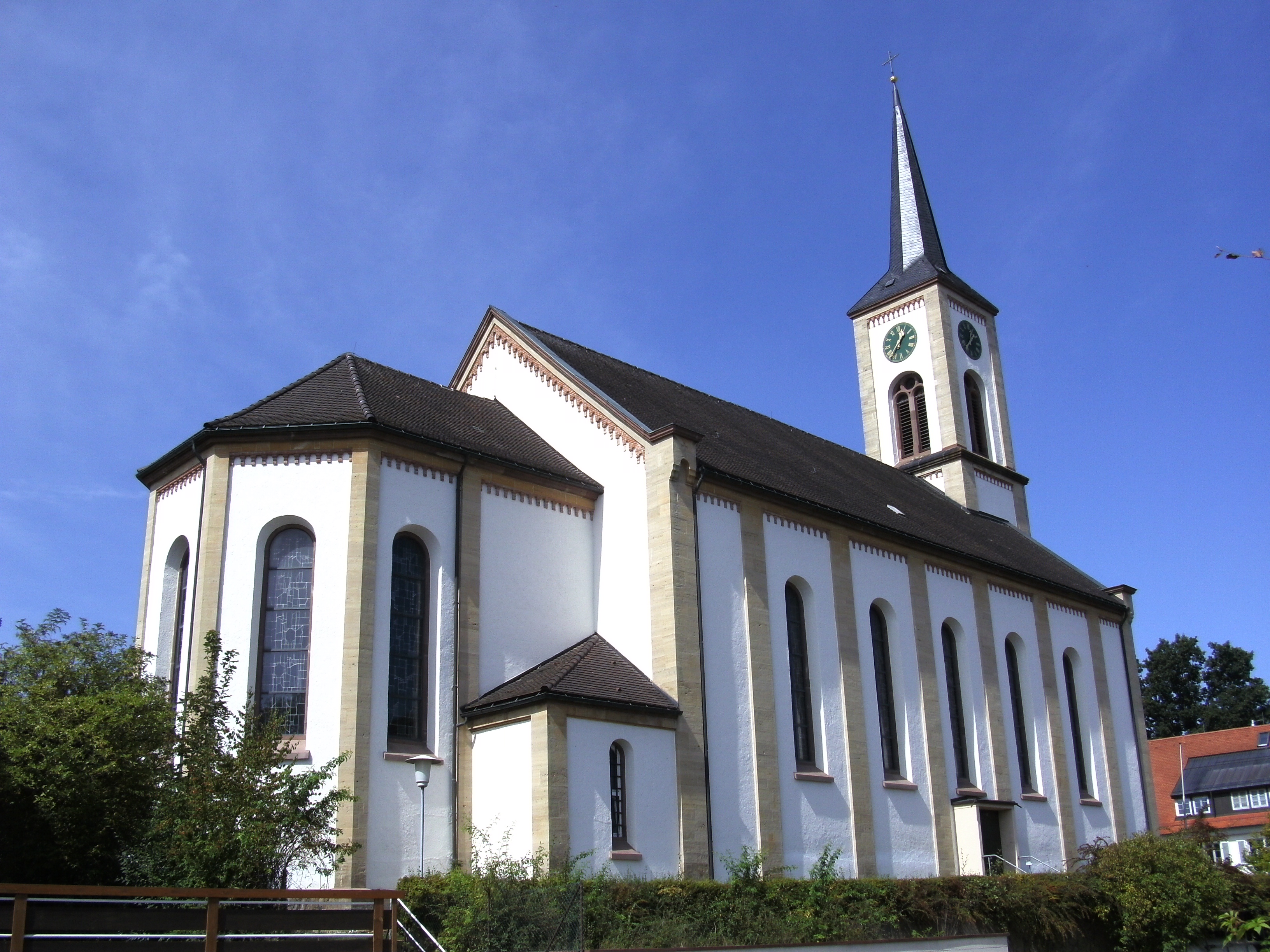
Kirche St. Cäcilia-Kirche

St. Cäcilia ist eine katholische Kirche in Dauchingen. Sie gehört zur Seelsorgeeinheit An der Eschach im Dekanat Schwarzwald-Baar der (Erzdiözese Freiburg).
Die Kirche wurde von 1844 bis 1847 nach Plänen eines Zentralbauinspektors Fischer aus Karlsruhe erbaut. Der 42 Meter hohe Turm der 728 Meter hoch gelegenen Kirche prägt die Landschaft weit über die Gemeindegrenzen hinaus. 
Das Kirchenschiff misst 27 mal 19,5 Meter.
Die Kirche steht heute unter Denkmalschutz. Sie beherbergt einige historische Kunstwerke, zum Beispiel
- Gemälde Hl. Cäcilia von Wilhelm Dürr dem Älteren, 1847
- Holzskulptur des Evangelisten Lukas, 18. Jhd.
- Relief-Darstellung Gottes, 18. Jhd.
- Sandsteinskulptur Dauchinger Madonna, um 1180/1190.

Die Orgel wurde 1980 von Stehle Orgelbau aus Haigerloch erbaut und verfügt über 25 Register auf zwei Manualen und Pedal. Eine Überholung erfolgte 2016.
Im Kirchturm hängt ein vierstimmiges Glockengeläut aus Bronze der Glockengießerei Grüninger. Die kleinste Glocke wurde 1905 gegossen, die anderen im Jahr 1949.
| Glocke | Gewicht | Durchmesser | Schlagton |
| ------ | ------- | ----------- | --------- |
| 1      | 800 kg  | 1090 mm     | ges′-2    |
| 2      | 600 kg  | 976 mm      | as′-3     |
| 3      | 650 kg  | 870 mm      | b′-3      |
| 4      | 220 kg  | 725 mm      | des″-3    |